# 法定速度
法定速度（ほうていそくど）とは、法令による車両の速度制限であり、日本では道路交通法によって委任された命令である道路交通法施行令で定められている。
法令で定められた最高速度を法定最高速度（ほうていさいこうそくど）、最低速度を法定最低速度（ほうていさいていそくど）という。

## 法定最高速度

### 概要
道路標識や道路標示によって最高速度が指定されていない道路において超えて走行してはいけないとされる速度。
高速自動車国道の本線車道のうち、対面通行でない区間は100 km/h、それ以外の道路では自動車は60 km/h、原動機付自転車は30 km/hである。その他にも故障車をけん引する自動車や小型特殊自動車、リアカーをけん引する原動機付自転車などについても別途制限が課される。
路面電車の場合は、軌道法が定める最高速度（40 km/h）を超えることができない。
軽車両については、法定最高速度が指定されていない（速度指定のない道路での走行速度に上限がない）。

### 法定速度と制限速度の関係
法定速度と指定速度の関係には以下の三種類がある
- 常に法定速度よりも標識による指定が優先される場合。（以下を除く全ての車両）
- 標識による引き上げのみが無効とされる場合。法定速度を超える速度が指定されていても、法定速度。標識による引き下げは有効[1]。（一般原動機付自転車、125 cc以下の二輪車や原付で牽引するとき、やむを得ず故障車などの牽引されるための構造及び装置を有しない車両を牽引している車両等）
- 標識による引き下げのみが無効とされる場合。法定速度未満の速度が指定されていても、法定速度。標識による引き上げは有効。（緊急自動車（一般道路では80 km/h）。相手を上回る速度で追いかけ、取り押さえなければならないので、スピード違反車両を取り締まる場合のみ無制限[2]）

また、最高速度標識が設置されない場合は自動車は通常は法定速度の60 km/hであるが、「市内全域」「町内全域」で最高速度40 km/hなどの区域規制を行っている自治体や、ゾーン30・ゾーン20などの任意の区域で最高速度の区域の規制が実施されている場合、標識が設置されない場合は区域内は自動車は40 km/hなどの区域規制標識で示された指定速度となり、一般原動機付自転車は30 km/h、緊急自動車は80 km/hとなる。したがって、規制区域内は法定速度と同じ60 km/hの制限速度を指定する場合も60 km/hの標識を設置しなければならない。

#### 一般道路

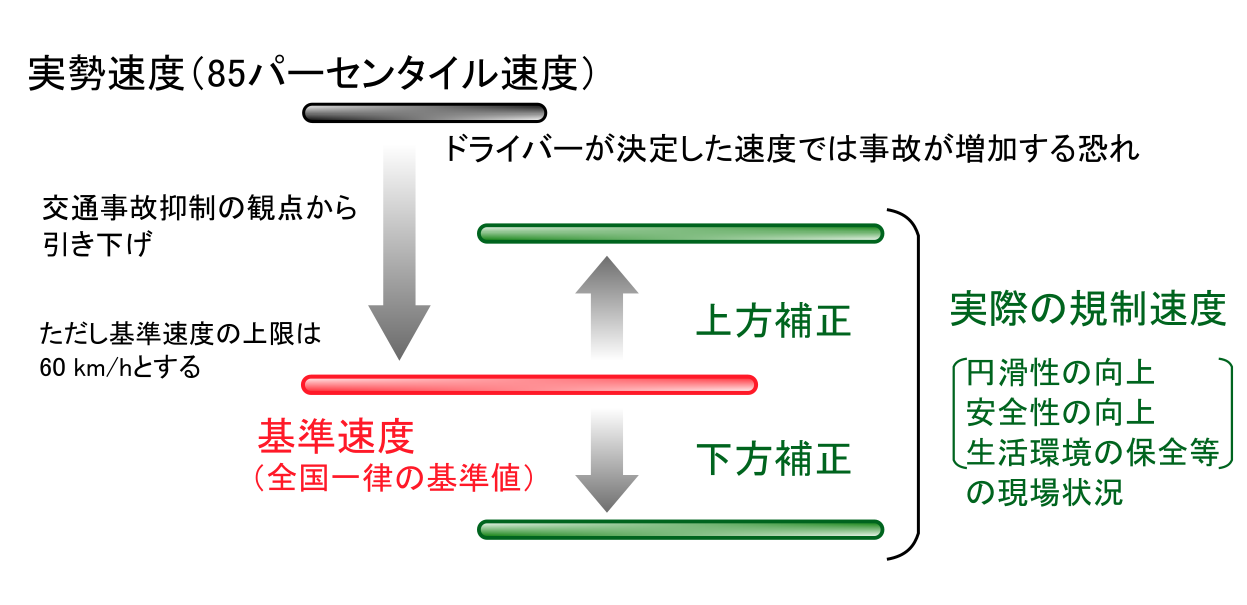
日本の一般道路の制限速度は、ドライバー本位の速度では危険として実勢速度（85パーセンタイル速度）を引き下げた基準速度に補正を加えて決定しており、法定速度は考慮されていないが、検討の結果、上限は例外を除き法定速度と同じ60 km/hとなった

日本の一般道路の制限速度は、一般運転手によって決定されたドライバー本位の速度である実勢速度で走行することは危険という考え方から、平成21年度（2009年度）警察庁通達に基づき、実勢速度（85パーセンタイル速度）を引き下げた基準速度を設定し、原則±10 km/hの範囲で補正を行って決定しているが（詳細は「日本における速度規制」の「#新たな速度規制基準の検討」および「#最高速度の決め方（一般道路）」を参照）規制速度の決定の際に法定速度は特に意識されておらず、制限速度が60 km/hとなった場合に原則として標識を設置しないというのみである。
しかし、一般道路の多くは走行速度60 km/hを目標とした設計が行われているとして、基準速度の上限は法定速度と同じ60 km/hに設定された。すなわち、上方補正を考えれば一般道路では70 km/hが制限速度の上限となることになる。しかしながら、最終的に基準速度が60 km/hの道路では原則として70 km/hへの上方補正を行わないことが決定され、制限速度の上限は法定速度と同じ60 km/hになった。
法定速度（60 km/h）については免許所持者に対する2006年の調査では77.2%が「今のままでよい」、16.4%が「制限速度を上げる」、2.6%が「制限速度を下げる」と回答している。
設計速度が60 km/h以上や立体交差化などの条件を満たすような道路では、一般道路でも「自動車の通行機能を重視した構造の道路」として法定速度を超える80 km/hまでの指定が可能になっている。

#### 高速道路
高速道路（高速自動車国道および自動車専用道路）の制限速度は、実勢速度ではなく道路構造令の設計速度をある程度利用し算出した速度（構造適合速度）を目安として最大限尊重しながら決定しているが、法定速度100 km/hの高速自動車国道および、法定速度60 km/hの自動車専用道路のどちらも、上限120 km/hで決定されており、法定速度との関連性は見られない。

### 法定速度の改正
ここでは法令の改正による法定速度の変遷について記述する。便宜的に制限速度の設定基準の変遷についても括弧を付して記載した。
- 1960（昭和35）年に道路交通法が制定され、上限（最も法定速度が高い車両種別）が60 km/hの法定速度が制定された[6]。
- 1963（昭和38）年に高速自動車国道で上限が100 km/hの法定速度が制定された。
  - （1966（昭和41）年に交通規制実施基準が制定され、速度規制の基準が制定された[7]。）
  - （1979（昭和54）年に速度規制基準が改定され、新たに導入された規制速度算出表が規制速度の決定に使用されるようになった。）
- 1992（平成4）年に大型貨物自動車、自動二輪車（総排気量250 cc以下）の法定速度が50 km/h から 60 km/hに引き上げられた。
  - （同年、速度規制の基準である標準規制速度算出表が改定された[8][6]。）
- 2000（平成12）年に自動二輪車、軽四自動車の高速自動車国道の法定速度が80 km/h から 100 km/hに引き上げられた。
  - （2009（平成21）年、速度規制基準が改定され、制限速度の決定に使用されていた標準規制速度算出表が廃止され、実勢速度（85パーセンタイル速度）を引き下げて決定した基準速度が導入された。）
  - （同年、高速道路の制限速度の基準が改定され、設計速度を基準とする方式から、新たに導入した構造適合速度を目安として決定する方式に変更された。）
  - （2020（令和2）年、速度規制基準が改定され、高速道路の制限速度の上限が100 km/h から 120 km/hに引き上げられた[4]。）
- 2026（令和8）年9月1日に道路標識等による中央線又は車両通行帯が設けられているか道路の構造上又は柵その他の内閣府令で定める工作物により自動車の通行が往復の方向別に分離されている以外の一般道路（いわゆる生活道路）について法定速度が30km/hに引き下げられる（道路交通法施行令の一部を改正する政令（令和6年政令第248号））予定である。

### 法定速度による矛盾（90 km/hおよび110 km/h以上の指定時）
高速自動車国道において90 km/hおよび110 km/h以上（自動車専用道路では100 km/hを含む）の最高速度を指定する場合には、大型貨物やけん引自動車等、高速自動車国道での法定最高速度が80 km/hである車両に対して80 km/hの最高速度の指定を行う必要がある。（自動車専用道路では必要であれば最低速度の指定も行う必要がある）これは原動機付自転車等のように「最高速度が指定されている区間であっても、その速度が法定最高速度を超える速度である場合には、法定最高速度」という規定がないため、仮に最高速度に90 km/hとだけ指定すると、法定最高速度100 km/hである車両のみならず、法定最高速度80 km/hとなる車両も90 km/h制限となってしまうからである。
余談であるが、1992年以前は原動機付自転車についてもこのような規定がなかったため、一般道路においても40 km/h以上の最高速度を指定する場合には「高・中速車」等の補助標識によって「低速車」の区分であった原動機付自転車を指定から除外していた。
なお、首都圏中央連絡自動車道（圏央道）の川島IC - 久喜白岡JCT間は、自動車専用道路（法定最高速度60 km/h）であるが最高速度100 km/hの標識のみ設置されているため、三輪や大型貨物等の最高速度も100 km/hとなっている。また、最低速度は適用されない。
他にも、標識の「けん引」の定義は「重被牽引車を牽引している牽引自動車」であるため、同じく法定速度が80 km/hである車両総重量750 kg以下のトレーラー（けん引免許が不要なライトトレーラー）をけん引する牽引自動車は「大型貨物等・三輪・けん引を除く」の補助標識で除外されておらず、最高速度が100 km/hや120 km/hとなっている路線がある。

多くの国で使われる一般的な最高速度制限解除の標識。ここからは法定速度の道路となる。
オーストラリアの最高速度制限解除の標識
イギリス、ニュージーランドの最高速度制限解除の標識（国によってはこの標識を全規制解除の意味として使用している）
ドイツ国境に設置されている法定速度標識。市街地50 km/h、非市街地100 km/h、高速道路は推奨速度130 km/hであることを示す。
スウェーデンなどでは、規制解除の標識の代わりに法定速度と同じ速度の最高速度標識が使用される

## 法定最低速度
道路標識や道路標示によって最低速度が指定されていない道路において達しない速度で走行してはいけないとされる速度。
高速自動車国道の本線車道のみで法定最低速度が定められており、対面通行区間を除く本線車道では50 km/hである。